# Корона Російської імперії, або Знову невловимі
«Корона Російської імперії, або Знову невловимі» (рос. «Корона Российской империи, или Снова неуловимые») — радянський двосерійний пригодницький художній фільм, поставлений на кіностудії «Мосфільм» у 1971 році режисером Едмондом Кеосаяном. Останній фільм трилогії про «невловимих месників».

## Сюжет
Дія відбувається в 1924 році. Головні герої після громадянської війни служать в ОГПУ. Незважаючи на те, що беззастережно перемогла радянська влада, у нового режиму ще є непримиренні вороги. Серед них «старі знайомі» головних героїв — отаман Бурнаш, штабс-капітан Овечкін, полковник Кудасов і поручик Перов, які знаходяться в еміграції в Парижі і розробляють план крадіжки з радянського музею Великої Імператорської корони. За основною легендою змовників, корона необхідна для коронації нового царя, на трон якого претендують двоє кузенів.
Глава викрадачів, розумний і розважливий політик і авантюрист, француз месьє Дюк, вступає у змову з білогвардійцями. Їх мета — викрасти корону, але замість коронації продати її в Америку. Цим месьє Дюк планує вбити двох зайців. У його плани входить звинувачення режиму більшовиків в розграбуванні народного надбання з метою дискредитації радянської влади на міжнародній арені.
Щоб приховати свої наміри, Овечкін наймає князя Наришкіна — відомого афериста і злодія, що спеціалізується на крадіжці палацових коштовностей. Овєчкіну вдається, поки Бурнаш і Наришкін знаходилися під пильним наглядом чекістів, непомітно викрасти корону і, сховавшись в Одеських катакомбах, дочекатися пароплава, на якому знаходяться його спільники. У самий розпал операції з продуманого плану випадає колишній глава контррозвідки полковник Кудасов, що розгадав задум Дюка. Він вирішує одноосібно продати корону і отримати всі дивіденди, але збирається зробити це за допомогою двох дурнуватих спадкоємців, не здогадуючись про те, що Дюк з Перовим і Овечкіним вже мають зовсім інші плани. Незважаючи на всі інтриги білої еміграції, «невловимі» руйнують хитрі плани месьє Дюка і повертають корону в музей.

## У ролях
- Михайло Метьолкін —  Валерка Мещеряков
- Віктор Косих —  Данька Щусь
- Василь Васильєв —  Яшка Циганков
- Валентина Курдюкова —  Ксанка Щусь
- Іван Переверзєв —  Смирнов, начальник ЧК
- Армен Джигарханян —  штабс-капітан Овечкін
- Володимир Івашов —  поручик Перов, ад'ютант Кудасова
- Владислав Стржельчик —  князь Наришкін
- Аркадій Толбузін —  полковник Кудасов
- Юхим Копелян —  отаман Бурнаш
- Володимир Бєлокуров —  кошлатий «імператор»
- Ролан Биков —  лисий «імператор»
- Ян Френкель —  гарсон Луї-Леонід, колишній скрипаль з ресторану «Палас»  ( роль озвучив  — Артем Карапетян)
- Людмила Гурченко —  Горпина Заволжська, шансонетка з ресторану
- Андрій Файт —  месьє Дюк
- Едмонд Кеосаян —  спритний брюнет
- Григорій Шпігель —  фотограф
- Ніна Агапова —  американка з папугою
- Яків Ленц —  старий, який все знав  (роль озвучив — Георгій Мілляр)
- Віктор Файнлейб —  годинникар Борис Борисович
- Артем Карапетян —  індус
- Яків Бєлєнький —  шотландець
- Лаура Геворкян (в титрах Л. Кеосаян) —  сестра милосердя госпіталю «Каяття Магдалени»
- Анатолій Гарагуля —  капітан «Глорії»  ( роль озвучив  — Фелікс Яворський)
- Зоя Ісаєва —  дама в траурі
- Людмила Карауш —  Зізі, колишня фрейліна
- Лариса Пашкова —  Франсуаза, дружина Луї Леоніда
- Данута Столярська —  дама в зеленому
- Давид Кеосаян —  безпритульний
- Алла Будницька —  дама на коронації і на пароплаві «Глорія»
- Іраклій Хізанішвілі —  емігрант
- Зана Заноні —  індіанка
- Лаврентій Масоха —  емігрант
- Галина Мікеладзе —  дама
- Юрій Мартинов —  офіцер в черкесці
- Зоя Земнухова —  «імператриця»
- Лев Поляков —  одноокий офіцер
- Микола Граббе —  Боря «Лінивий»
- Георгій Тусузов —  екскурсовод
- Михайло Селютін —  помічник Смирнова
- Георгій Мілляр —  пасажир на кораблі
- Єлизавета Ауербах —  дама в притулку
- Ліліта Берзіня —  літня дама
- Іван Бичков —  чоловік у вітрини з короною
- Євген Гуров —  відвідувач ресторану
- Вадим Гусєв —  білогвардієць
- Людмила Давидова —  дама
- Кюнна Ігнатова —  грузинська княжна в ресторані
- Любов Колюжна —  жінка біля вітрини з короною
- Віктор Колпаков —  провідник в поїзді
- Валентин Кулик —  сутенер
- Микола Мисаїл —  немолодий музикант в картатому костюмі і капелюсі
- Гліб Плаксін —  відвідувач ресторану
- Михайло Розанов —  хлопець у вітрини з короною
- Борис Руднєв —  чекіст
- Іван Савкін —  відвідувач ресторану
- Олег Савосін —  член свити
- Галина Самохіна
- Світлана Світлична —  дама, відвідувачка ресторану
- Станіслав Чекан —  людина з почти одного з «імператорів»

## Знімальна група
- Сценарій — Едмонд Кеосаян, Олександр Червінський
- Постановка — Едмонд Кеосаян
- Оператор-постановник — Михайло Ардаб'євський
- Художники-постановники — Леван Шенгелія, Савет Агоян
- Композитор — Ян Френкель